# Лефевр, Робер
Робер Жак Франсуа Фауст Лефевр (фр. Robert Jacques François Faust Lefèvre; 24 сентября 1755, Байё — 3 октября 1830, Париж) — французский живописец, портретист, придворный художник.

## Биография
Родился в семье драпировщика, работал, возможно, учеником в студии Пирра де Лесселейна в Кане.
Начинал карьеру как живописец-самоучка. Только в 1784 стал заниматься в студии Жана-Батиста Реньо в Париже. Находился под сильным влиянием творчества Жака-Луи Давида.
Участник Парижских салонов в 1791—1827 года.
В правление Наполеона был придворным художником, писал портреты императора, членов его семьи, сановников и генералов.
После реставрации Бурбонов (1815) поспешил заслужить доверие новой власти, и сохранил статус придворного живописца. В силу этого, в результате Июльской революции 1830 года и свержение короля Карла X, лишился своего положения и заказов.
Вскоре после этого, в октябре 1830 года совершил самоубийство в возрасте 75 лет.
Похоронен в кладбище Пер-Лашез в Париже

## Творчество
Робер Лефевр — автор портретов, полотен на исторические, аллегорические и мифологические темы, воспевавший в своих работах античную красоту.
Р. Лефевр в 1801 написал портрет генерала Бертье, в 1804 —  портрет Наполеона в наряде Первого консула, в 1805 —портрет императрицы Жозефины Богарне.
Благодаря покровительству основателя и директора Луврского музея Доминика Виван-Денона, Робер Лефевр получал многочисленные заказы от императора Наполеона I. Стал официальным портретистом императорской семьи и высших сановников Империи. Создатель целой галереи портретов выдающихся личностей империи Наполеона Бонапарта.
Его портреты  мадам Летиции Рамолино, матери Наполеона, художников К. Верне и П. Герена (его портрет сейчас находится на Лувре) сделали Р. Лефевра одним из самых модных портретистов того времени.
Целый ряд известных людей Франции и Европы стали заказывать у него портреты, среди них были Мария-Луиза Австрийская, Папа Пий VII, Маршал Удино, В. д’Арленкур, Дезире Клари, Е. А. Строганова-Демидова и многие другие.
Его карьера продолжалась и при Людовике XVIII, назначившим Р. Лефевра придворным живописцем.
Р. Лефевр также работал над историческими полотнами: «Христос на кресте» (1827). Последняя его картина, «Апофеоз Святого Луи» (собор Ла-Рошели).

## Галерея
- Портрет Е. А. Строгановой-Демидовой.  Санкт-Петербург, Эрмитаж.
- Портрет русского генерала Петра Александровича Чичерина. Государственный Эрмитаж.
- Портрет дивизионного генерала  и министра полиции Анн Жана Мари Савари, герцога Ровиго. Версаль.
- Портрет политика Шарля Лебрена. Musée Quesnel Morinière, Кутанс, Франция.
- Портрет барона Доминика Виван-Денона, директора Лувра. Версаль.
- Портрет ювелира Жан-Батиста Клода Одио. Детройтский институт искусств, США.
- Портрет Наполеона, 1808, музей Карнавале, Париж.
- Портрет Летиции Рамолино, матери Наполеона. Наполеоновский музей, Рим.
- Портрет дивизионного генерала Филиппа Антуана Орнано.
- Полина в образе Дафны, убегающая от Аполлона (Аполлон и Дафна). В образе Дафны изображена Полина Бонапарт, сестра Наполеона (?).
- Портрет писателя Виктора д’Арленкура. Лувр.
- Портрет Дезире Клари. Дворец Дроттнингхольм, Швеция.
- Портрет маршала Франции Никола Шарля Удино. Версаль.
- Портрет бригадного генерала Шарля Лабедуайера в юности.

## Награды
- Орден Почётного легиона